# الاستقامة (عين العرب)
الاستقامة قرية سوريّة تتبع إداريّاً لمحافظة حلب منطقة عين العرب ناحية مركز عين العرب، بلغ تعداد سكانها 50 نسمة حسب التعداد السكاني لعام 2004.